# (7656) Joemontani
(7656) Joemontani est un astéroïde de la ceinture principale.

## Description
(7656) Joemontani est un astéroïde de la ceinture principale. Il fut découvert le 24 avril 1992 à Kitt Peak par le projet Spacewatch. Il présente une orbite caractérisée par un demi-grand axe de 3,04 UA, une excentricité de 0,20 et une inclinaison de 1,5° par rapport à l'écliptique.

## Compléments